# 鏑木岑男
鏑木 岑男（かぶらぎ みねお、1930年（昭和5年）11月30日 - 2017年（平成29年）6月27日）とは、ワキ方宝生流（下掛宝生流）能楽師。ワキ方春藤流宗家代理・鏑木建男の三男。愛宕神社名誉宮司。

## 人物・来歴
祖父の鏑木祚胤はワキ方春藤流の門弟で、明治維新後に十二世宗家の春藤高明が後嗣不在のまま没した後に、春藤流の伝書・伝来品などを預かって芸系を守った。しかしながら、大正期に父の建男の代になると流派としての運営が行き詰まり、岑男の代からは下掛宝生流に転ずることとなり、流派としての春藤流は廃絶した。
宝生弥一に師事。1950年（昭和25年）「羽衣」のワキで初舞台。1963年（昭和38年）に「道成寺」を披く。日本能楽会会員（重要無形文化財保持者（総合認定））。昭和戦後期から平成期にかけての下掛宝生流を支えた人物の一人だった。
能楽師としての活動の他、本名の松岡岑男（まつおか みねお）の名で、東京都港区に所在する愛宕神社の宮司をつとめていた。

## DVD
能楽名演集4（NHKエンタープライズ、以下同）
- 能 観世流『羽衣～彩色之伝』片山九郎右衛門（幽雪） 宝生閑／能 宝生流『花筐』三川泉 鏑木岑男

特選 NHK能楽鑑賞会
- 「半蔀 立花供養」観世流 観世清和、鏑木岑男
- 「綾鼓」宝生流 松本恵雄、鏑木岑男

能楽 世阿弥・観阿弥 名作集
- 『金春流「高砂」金春信高 鏑木岑男／金剛流「清経」廣田陛一 岡次郎右衛門』